# Вишковићи
Вишковићи (хрв. Viškovići, итал. Viscovici) су насељено место у општини Раша, Истарска жупанија, Хрватска.

## Историја
До територијалне реорганизације у Хрватској били су у саставу старе општине Лабин.

## Становништво
У попису становништва из 2011. године, Вишковићи су имали 170 становника.
| Број становника према пописима | Број становника према пописима | Број становника према пописима | Број становника према пописима | Број становника према пописима | Број становника према пописима | Број становника према пописима | Број становника према пописима | Број становника према пописима | Број становника према пописима | Број становника према пописима | Број становника према пописима | Број становника према пописима | Број становника према пописима | Број становника према пописима | Број становника према пописима |
| ------------------------------ | ------------------------------ | ------------------------------ | ------------------------------ | ------------------------------ | ------------------------------ | ------------------------------ | ------------------------------ | ------------------------------ | ------------------------------ | ------------------------------ | ------------------------------ | ------------------------------ | ------------------------------ | ------------------------------ | ------------------------------ |
| 1857                           | 1869                           | 1880                           | 1890                           | 1900                           | 1910                           | 1921                           | 1931                           | 1948                           | 1953                           | 1961                           | 1971                           | 1981                           | 1991                           | 2001                           | 2011                           |
| 0                              | 0                              | 108                            | 104                            | 109                            | 142                            | 0                              | 0                              | 182                            | 123                            | 97                             | 68                             | 180                            | 187                            | 182                            | 170                            |

Напомена: Године 1857. и 1869. подаци су садржани у насељу Станишови, а 1921. и 1931. у насељу Свети Ловреч Лабински.